# 리치필드

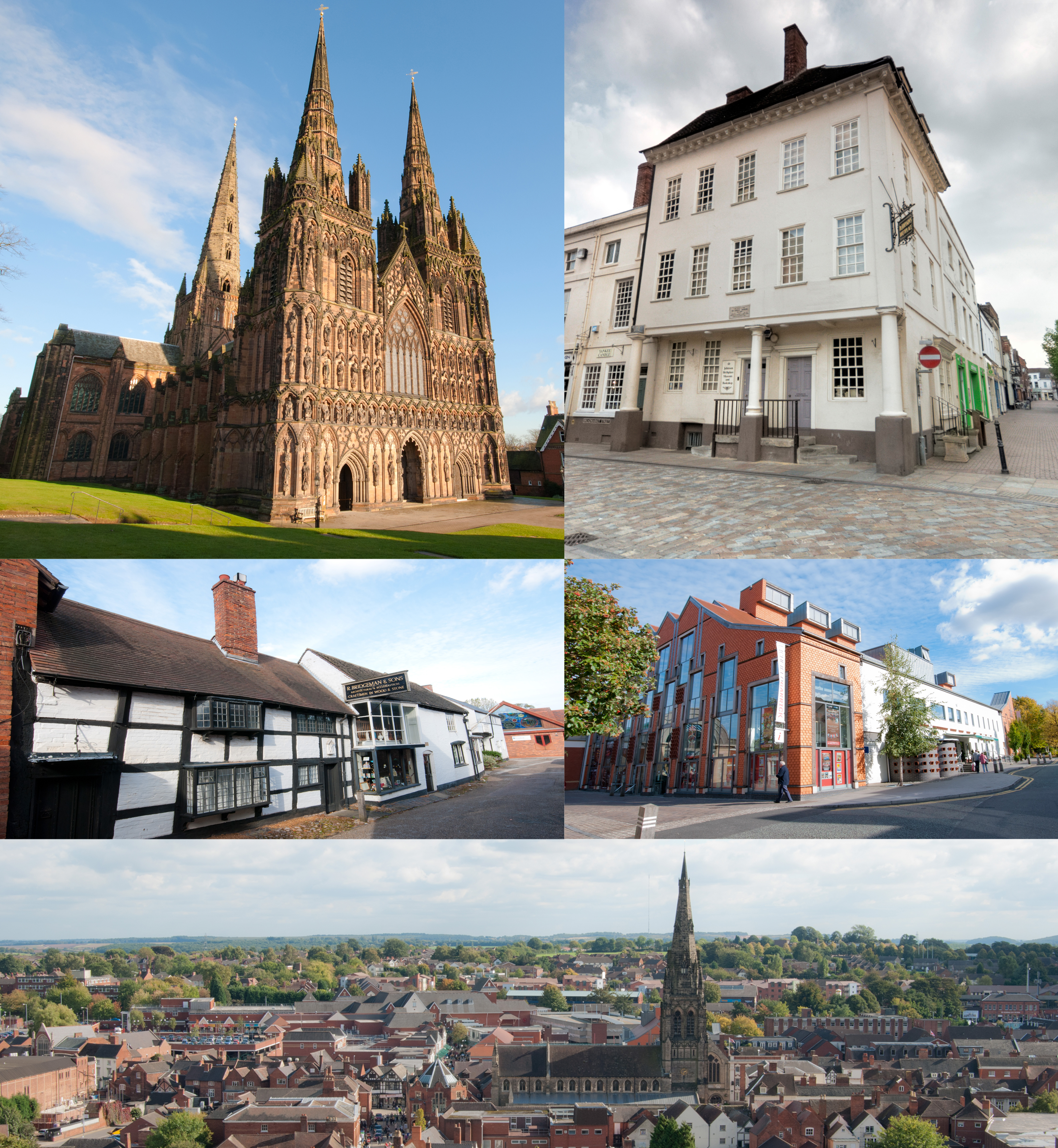
리치필드

리치필드(Lichfield)는 잉글랜드 스태퍼드셔주에 위치한 도시로 면적은 14.02km2, 인구는 32,219명, 인구 밀도는 2,298명/km2이다. 버밍엄에서 북쪽으로 26km 정도 떨어진 곳에 위치한다.
3개의 첨탑을 가진 중세 시대의 대성당인 리치필드 대성당으로 유명한 곳이다. 사전 편찬자로 널리 알려진 영국의 시인인 새뮤얼 존슨의 출생지이기도 하다.